# FA Cup 1997-98
La FA Cup 1997-98 (conocida como The FA Cup sponsored by AXA, por razones de patrocinio) fue la 117ª edición del más antiguo torneo de fútbol reconocido en el mundo.
El Arsenal ganó esta edición, derrotando al Newcastle United por 2-0 en la final.

## Calendario
| Ronda                        | Fecha                    | Equipos entrantes | Clubes    |
| ---------------------------- | ------------------------ | ----------------- | --------- |
| Ronda preliminar             | 30 de agosto de 1997     | 318               | 563 → 404 |
| Primera ronda clasificatoria | 13 de septiembre de 1997 | 129               | 404 → 260 |
| Segunda ronda clasificatoria | 27 de septiembre de 1997 | ninguno           | 260 → 188 |
| Tercera ronda clasificatoria | 11 de octubre de 1997    | ninguno           | 188 → 152 |
| Cuarta ronda clasificatoria  | 25 de octubre de 1997    | 20                | 152 → 124 |
| Primera ronda                | 15 de noviembre de 1997  | 52                | 124 → 84  |
| Segunda ronda                | 6 de diciembre de 1997   | ninguno           | 84 → 64   |
| Tercera ronda                | 3 de enero de 1998       | 44                | 64 → 32   |
| Cuarta ronda                 | 24 de enero de 1998      | ninguno           | 32 → 16   |
| Octavos de final             | 14 de febrero de 1998    | ninguno           | 16 → 8    |
| Cuartos de final             | 7 de marzo de 1998       | ninguno           | 8 → 4     |
| Semifinales                  | 5 de abril de 1998       | ninguno           | 4 → 2     |
| Final                        | 16 de mayo de 1998       | ninguno           | 2 → 1     |

## Primera ronda
| No                                        | Local               | Resultado | Visita                 | Fecha                   |
| ----------------------------------------- | ------------------- | --------- | ---------------------- | ----------------------- |
| 1                                         | Blackpool           | 4–3       | Blyth Spartans         | 15 de noviembre de 1997 |
| 2                                         | Chester City        | 2–1       | Winsford United        | 15 de noviembre de 1997 |
| 3                                         | Chesterfield        | 1–0       | Northwich Victoria     | 15 de noviembre de 1997 |
| 4                                         | Darlington          | 1–1       | Solihull Borough       | 15 de noviembre de 1997 |
| Replay                                    | Solihull Borough    | 3–3       | Darlington             | 26 de noviembre de 1997 |
| Darlington ganó 4-2 en los penales        |                     |           |                        |                         |
| 5                                         | Bournemouth         | 3–0       | Heybridge Swifts       | 15 de noviembre de 1997 |
| 6                                         | Barnet              | 1–2       | Watford                | 15 de noviembre de 1997 |
| 7                                         | Bristol City        | 1–0       | Millwall               | 15 de noviembre de 1997 |
| 8                                         | Preston North End   | 3–2       | Doncaster Rovers       | 15 de noviembre de 1997 |
| 9                                         | Rochdale            | 0–2       | Wrexham                | 15 de noviembre de 1997 |
| 10                                        | Walsall             | 2–0       | Lincoln United         | 15 de noviembre de 1997 |
| 11                                        | Woking              | 0–2       | Southend United        | 15 de noviembre de 1997 |
| 12                                        | Notts County        | 2–0       | Colwyn Bay             | 1 de noviembre de 1997  |
| 13                                        | Lincoln City        | 1–1       | Gainsborough Trinity   | 15 de noviembre de 1997 |
| Replay                                    | Lincoln City        | 3–2       | Gainsborough Trinity   | 25 de noviembre de 1997 |
| 14                                        | Luton Town          | 0–1       | Torquay United         | 15 de noviembre de 1997 |
| 15                                        | Shrewsbury Town     | 1–1       | Grimsby Town           | 15 de noviembre de 1997 |
| Replay                                    | Grimsby Town        | 4–0       | Shrewsbury Town        | 25 de noviembre de 1997 |
| 16                                        | Wycombe Wanderers   | 2–2       | Basingstoke Town       | 15 de noviembre de 1997 |
| Replay                                    | Basingstoke Town    | 2–2       | Wycombe Wanderers      | 25 de noviembre de 1997 |
| Basingstoke Town ganó 5-4 en los penales  |                     |           |                        |                         |
| 17                                        | Brentford           | 2–2       | Colchester United      | 15 de noviembre de 1997 |
| Replay                                    | Colchester United   | 0–0       | Brentford              | 25 de noviembre de 1997 |
| Colchester United ganó 4-2 en los penales |                     |           |                        |                         |
| 18                                        | Bristol Rovers      | 2–2       | Gillingham             | 14 de noviembre de 1997 |
| Replay                                    | Gillingham          | 0–2       | Bristol Rovers         | 25 de noviembre de 1997 |
| 19                                        | King's Lynn         | 1–0       | Bromsgrove Rovers      | 15 de noviembre de 1997 |
| 20                                        | Plymouth Argyle     | 0–0       | Cambridge United       | 15 de noviembre de 1997 |
| Replay                                    | Cambridge United    | 3–2       | Plymouth Argyle        | 25 de noviembre de 1997 |
| 21                                        | Hull City           | 0–2       | Hednesford Town        | 15 de noviembre de 1997 |
| 22                                        | Carlisle United     | 0–1       | Wigan Athletic         | 15 de noviembre de 1997 |
| 23                                        | Oldham Athletic     | 1–1       | Mansfield Town         | 15 de noviembre de 1997 |
| Replay                                    | Mansfield Town      | 0–1       | Oldham Athletic        | 25 de noviembre de 1997 |
| 24                                        | Exeter City         | 1–1       | Northampton Town       | 15 de noviembre de 1997 |
| Replay                                    | Northampton Town    | 2–1       | Exeter City            | 25 de noviembre de 1997 |
| 25                                        | Scunthorpe United   | 2–1       | Scarborough            | 15 de noviembre de 1997 |
| 26                                        | Margate             | 1–2       | Fulham                 | 16 de noviembre de 1997 |
| 27                                        | Cheltenham Town     | 2–1       | Tiverton Town          | 15 de noviembre de 1997 |
| 28                                        | Southport           | 0–4       | York City              | 15 de noviembre de 1997 |
| 29                                        | Morecambe           | 1–1       | Emley                  | 15 de noviembre de 1997 |
| Replay                                    | Emley               | 3–3       | Morecambe              | 25 de noviembre de 1997 |
| Emley ganó 3-1 en los penales             |                     |           |                        |                         |
| 30                                        | Carshalton Athletic | 0–0       | Stevenage Borough      | 15 de noviembre de 1997 |
| Replay                                    | Stevenage Borough   | 5–0       | Carshalton Athletic    | 24 de noviembre de 1997 |
| 31                                        | Hereford United     | 2–1       | Brighton & Hove Albion | 15 de noviembre de 1997 |
| 32                                        | Rotherham United    | 3–3       | Burnley                | 15 de noviembre de 1997 |
| Replay                                    | Burnley             | 0–3       | Rotherham United       | 25 de noviembre de 1997 |
| 33                                        | Hayes               | 0–1       | Boreham Wood           | 15 de noviembre de 1997 |
| 34                                        | Hendon              | 2–2       | Leyton Orient          | 15 de noviembre de 1997 |
| Replay                                    | Leyton Orient       | 0–1       | Hendon                 | 25 de noviembre de 1997 |
| 35                                        | Ilkeston Town       | 2–1       | Boston United          | 15 de noviembre de 1997 |
| 36                                        | Slough Town         | 1–1       | Cardiff City           | 15 de noviembre de 1997 |
| Replay                                    | Cardiff City        | 3–2       | Slough Town            | 25 de noviembre de 1997 |
| 37                                        | Swansea City        | 1–4       | Peterborough United    | 14 de noviembre de 1997 |
| 38                                        | Farnborough Town    | 0–1       | Dagenham & Redbridge   | 15 de noviembre de 1997 |
| 39                                        | Hartlepool United   | 2–4       | Macclesfield Town      | 15 de noviembre de 1997 |
| 40                                        | Billericay Town     | 2–3       | Wisbech Town           | 15 de noviembre de 1997 |

## Segunda ronda
| No                                       | Local               | Resultado | Visita               | Fecha                   |
| ---------------------------------------- | ------------------- | --------- | -------------------- | ----------------------- |
| 1                                        | Chester City        | 0–2       | Wrexham              | 5 de diciembre de 1997  |
| 2                                        | Bournemouth         | 3–1       | Bristol City         | 7 de diciembre de 1997  |
| 3                                        | Preston North End   | 2–2       | Notts County         | 6 de diciembre de 1997  |
| Replay                                   | Notts County        | 1–2       | Preston North End    | 16 de diciembre de 1997 |
| 4                                        | Wisbech Town        | 0–2       | Bristol Rovers       | 6 de diciembre de 1997  |
| 5                                        | Grimsby Town        | 2–2       | Chesterfield         | 6 de diciembre de 1997  |
| Replay                                   | Chesterfield        | 0–2       | Grimsby Town         | 16 de diciembre de 1997 |
| 6                                        | Macclesfield Town   | 0–7       | Walsall              | 6 de diciembre de 1997  |
| 7                                        | Lincoln City        | 2–2       | Emley                | 6 de diciembre de 1997  |
| Replay                                   | Emley               | 3–3       | Lincoln City         | 17 de diciembre de 1997 |
| Emley ganó 4-3 en los penales            |                     |           |                      |                         |
| 8                                        | Hednesford Town     | 0–1       | Darlington           | 6 de diciembre de 1997  |
| 9                                        | Fulham              | 1–0       | Southend United      | 6 de diciembre de 1997  |
| 10                                       | Northampton Town    | 1–1       | Basingstoke Town     | 6 de diciembre de 1997  |
| Replay                                   | Basingstoke Town    | 0–0       | Northampton Town     | 16 de diciembre de 1997 |
| Northampton Town ganó 4-3 en los penales |                     |           |                      |                         |
| 11                                       | Oldham Athletic     | 2–1       | Blackpool            | 6 de diciembre de 1997  |
| 12                                       | Scunthorpe United   | 1–1       | Ilkeston Town        | 6 de diciembre de 1997  |
| Replay                                   | Ilkeston Town       | 1–2       | Scunthorpe United    | 17 de diciembre de 1997 |
| 13                                       | Cardiff City        | 3–1       | Hendon               | 6 de diciembre de 1997  |
| 14                                       | Cheltenham Town     | 1–1       | Boreham Wood         | 6 de diciembre de 1997  |
| Replay                                   | Boreham Wood        | 0–2       | Cheltenham Town      | 16 de diciembre de 1997 |
| 15                                       | Torquay United      | 1–1       | Watford              | 6 de diciembre de 1997  |
| Replay                                   | Watford             | 2–1       | Torquay United       | 16 de diciembre de 1997 |
| 16                                       | Rotherham United    | 6–0       | King's Lynn          | 6 de diciembre de 1997  |
| 17                                       | Wigan Athletic      | 2–1       | York City            | 6 de diciembre de 1997  |
| 18                                       | Peterborough United | 3–2       | Dagenham & Redbridge | 6 de diciembre de 1997  |
| 19                                       | Colchester United   | 1–1       | Hereford United      | 6 de diciembre de 1997  |
| Replay                                   | Hereford United     | 1–1       | Colchester United    | 16 de diciembre de 1997 |
| Hereford United ganó 5-4 en los penales  |                     |           |                      |                         |
| 20                                       | Cambridge United    | 1–1       | Stevenage Borough    | 6 de diciembre de 1997  |
| Replay                                   | Stevenage Borough   | 2–1       | Cambridge United     | 15 de diciembre de 1997 |

## Tercera ronda
| No                                          | Local                | Resultado | Visita                  | Fecha               |
| ------------------------------------------- | -------------------- | --------- | ----------------------- | ------------------- |
| 1                                           | Darlington           | 0–4       | Wolverhampton Wanderers | 14 de enero de 1998 |
| 2                                           | Bournemouth          | 0–1       | Huddersfield Town       | 13 de enero de 1998 |
| 3                                           | Liverpool            | 1–3       | Coventry City           | 3 de enero de 1998  |
| 4                                           | Preston North End    | 1–2       | Stockport County        | 3 de enero de 1998  |
| 5                                           | Watford              | 1–1       | Sheffield Wednesday     | 3 de enero de 1998  |
| Replay                                      | Sheffield Wednesday  | 0–0       | Watford                 | 14 de enero de 1998 |
| Sheffield Wednesday ganó 5-3 en los penales |                      |           |                         |                     |
| 6                                           | Leicester City       | 4–0       | Northampton Town        | 3 de enero de 1998  |
| 7                                           | Blackburn Rovers     | 4–2       | Wigan Athletic          | 3 de enero de 1998  |
| 8                                           | Grimsby Town         | 3–0       | Norwich City            | 3 de enero de 1998  |
| 9                                           | Crewe Alexandra      | 1–2       | Birmingham City         | 3 de enero de 1998  |
| 10                                          | West Bromwich Albion | 3–1       | Stoke City              | 13 de enero de 1998 |
| 11                                          | Derby County         | 2–0       | Southampton             | 3 de enero de 1998  |
| 12                                          | Everton              | 0–1       | Newcastle United        | 4 de enero de 1998  |
| 13                                          | Swindon Town         | 1–2       | Stevenage Borough       | 3 de enero de 1998  |
| 14                                          | Sheffield United     | 1–1       | Bury                    | 3 de enero de 1998  |
| Replay                                      | Bury                 | 1–2       | Sheffield United        | 13 de enero de 1998 |
| 15                                          | Tottenham Hotspur    | 3–1       | Fulham                  | 5 de enero de 1998  |
| 16                                          | Manchester City      | 2–0       | Bradford City           | 3 de enero de 1998  |
| 17                                          | Queens Park Rangers  | 2–2       | Middlesbrough           | 3 de enero de 1998  |
| Replay                                      | Middlesbrough        | 2–0       | Queens Park Rangers     | 13 de enero de 1998 |
| 18                                          | Barnsley             | 1–0       | Bolton Wanderers        | 3 de enero de 1998  |
| 19                                          | Bristol Rovers       | 1–1       | Ipswich Town            | 3 de enero de 1998  |
| Replay                                      | Ipswich Town         | 1–0       | Bristol Rovers          | 13 de enero de 1998 |
| 20                                          | Portsmouth           | 2–2       | Aston Villa             | 3 de enero de 1998  |
| Replay                                      | Aston Villa          | 1–0       | Portsmouth              | 14 de enero de 1998 |
| 21                                          | West Ham United      | 2–1       | Emley                   | 3 de enero de 1998  |
| 22                                          | Crystal Palace       | 2–0       | Scunthorpe United       | 3 de enero de 1998  |
| 23                                          | Chelsea              | 3–5       | Manchester United       | 4 de enero de 1998  |
| 24                                          | Wimbledon            | 0–0       | Wrexham                 | 4 de enero de 1998  |
| Replay                                      | Wrexham              | 2–3       | Wimbledon               | 13 de enero de 1998 |
| 25                                          | Cardiff City         | 1–0       | Oldham Athletic         | 3 de enero de 1998  |
| 26                                          | Charlton Athletic    | 4–1       | Nottingham Forest       | 3 de enero de 1998  |
| 27                                          | Arsenal              | 0–0       | Port Vale               | 3 de enero de 1998  |
| Replay                                      | Port Vale            | 1–1       | Arsenal                 | 14 de enero de 1998 |
| Arsenal ganó 4-3 en los penales             |                      |           |                         |                     |
| 28                                          | Cheltenham Town      | 1–1       | Reading                 | 13 de enero de 1998 |
| Replay                                      | Reading              | 2–1       | Cheltenham Town         | 20 de enero de 1998 |
| 29                                          | Leeds United         | 4–0       | Oxford United           | 3 de enero de 1998  |
| 30                                          | Hereford United      | 0–3       | Tranmere Rovers         | 13 de enero de 1998 |
| 31                                          | Rotherham United     | 1–5       | Sunderland              | 3 de enero de 1998  |
| 32                                          | Peterborough United  | 0–2       | Walsall                 | 13 de enero de 1998 |

## Cuarta ronda
| No                              | Local                   | Resultado | Visita                  | Fecha                |
| ------------------------------- | ----------------------- | --------- | ----------------------- | -------------------- |
| 1                               | Aston Villa             | 4–0       | West Bromwich Albion    | 24 de enero de 1998  |
| 2                               | Sheffield Wednesday     | 0–3       | Blackburn Rovers        | 26 de enero de 1998  |
| 3                               | Middlesbrough           | 1–2       | Arsenal                 | 24 de enero de 1998  |
| 4                               | Ipswich Town            | 1–1       | Sheffield United        | 24 de enero de 1998  |
| Replay                          | Sheffield United        | 1–0       | Ipswich Town            | 3 de febrero de 1998 |
| 5                               | Tranmere Rovers         | 1–0       | Sunderland              | 24 de enero de 1998  |
| 6                               | Tottenham Hotspur       | 1–1       | Barnsley                | 24 de enero de 1998  |
| Replay                          | Barnsley                | 3–1       | Tottenham Hotspur       | 4 de febrero de 1998 |
| 7                               | Manchester City         | 1–2       | West Ham United         | 25 de enero de 1998  |
| 8                               | Coventry City           | 2–0       | Derby County            | 24 de enero de 1998  |
| 9                               | Manchester United       | 5–1       | Walsall                 | 24 de enero de 1998  |
| 10                              | Crystal Palace          | 3–0       | Leicester City          | 24 de enero de 1998  |
| 11                              | Huddersfield Town       | 0–1       | Wimbledon               | 24 de enero de 1998  |
| 12                              | Cardiff City            | 1–1       | Reading                 | 24 de enero de 1998  |
| Replay                          | Reading                 | 1–1       | Cardiff City            | 3 de febrero de 1998 |
| Reading ganó 4-3 en los penales |                         |           |                         |                      |
| 13                              | Charlton Athletic       | 1–1       | Wolverhampton Wanderers | 24 de enero de 1998  |
| Replay                          | Wolverhampton Wanderers | 3–0       | Charlton Athletic       | 3 de febrero de 1998 |
| 14                              | Leeds United            | 2–0       | Grimsby Town            | 24 de enero de 1998  |
| 15                              | Birmingham City         | 2–1       | Stockport County        | 24 de enero de 1998  |
| 16                              | Stevenage Borough       | 1–1       | Newcastle United        | 25 de enero de 1998  |
| Replay                          | Newcastle United        | 2–1       | Stevenage Borough       | 4 de febrero de 1998 |

## Octavos de final
La gran sorpresa en esta etapa, fue la eliminación del Manchester United a manos del Barnsley, recién ascendido a la Premier League.
| 14 de febrero de 1998 | Aston Villa | 0:1     | Coventry City  | Villa Park, Birmingham          |                                 |
|                       |             | Reporte | - 72' Moldovan | Asistencia: 36.979 espectadores | Asistencia: 36.979 espectadores |

| 14 de febrero de 1998 | Sheffield United | 1:0     | Reading | Bramall Lane, Sheffield |  |
|                       | - Sandford 87'   | Reporte |         |                         |  |

| 14 de febrero de 1998 | Newcastle United Football Club | 1:0     | Tranmere Rovers Football Club | St James' Park, Newcastle upon Tyne |                                 |
|                       | - Shearer 22'                  | Reporte |                               | Asistencia: 36.675 espectadores     | Asistencia: 36.675 espectadores |

| 14 de febrero de 1998 | West Ham United             | 2:2     | Blackburn Rovers            | Upton Park, Londres             |                                 |
|                       | - Kitson 28' - Berkovic 44' | Reporte | - 3' Gallacher - 62' Sutton | Asistencia: 25.729 espectadores | Asistencia: 25.729 espectadores |

| 14 de febrero de 1998 | Manchester United | 1:1     | Barnsley      | Old Trafford, Mánchester        |                                 |
|                       | - Sheringham 42'  | Reporte | - 39' Hendrie | Asistencia: 54.700 espectadores | Asistencia: 54.700 espectadores |

| 14 de febrero de 1998 | Wimbledon   | 1:1     | Wolverhampton Wanderers | Selhurst Park, Londres          |                                 |
|                       | - Euell 14' | Reporte | - 67' Paatelainen       | Asistencia: 15.322 espectadores | Asistencia: 15.322 espectadores |

| 15 de febrero de 1998 | Arsenal | 0:0     | Crystal Palace | Highbury Stadium, Londres       |                                 |
|                       |         | Reporte |                | Asistencia: 37.164 espectadores | Asistencia: 37.164 espectadores |

| 14 de febrero de 1998 | Leeds United                        | 3:2     | Birmingham City           | Elland Road, Leeds              |                                 |
|                       | - Wallace 5' - Hasselbaink 28', 87' | Reporte | - 63' Ablett - 81' Ndlovu | Asistencia: 35.463 espectadores | Asistencia: 35.463 espectadores |

### Replays
| 25 de febrero de 1998 | Blackburn Rovers | 1:1 (4:5 p.) | West Ham United | Ewood Park, Blackburn           |                                 |
|                       | - Ripley 114'    | Reporte      | - 103' Hartson  | Asistencia: 21.972 espectadores | Asistencia: 21.972 espectadores |

| 25 de febrero de 1998 | Barnsley                      | 3:2     | Manchester United           | Oakwell Stadiu, Barnsley        |                                 |
|                       | - Hendrie 9' - Jones 45'. 65' | Reporte | - 56' Sheringham - 81' Cole | Asistencia: 18.655 espectadores | Asistencia: 18.655 espectadores |

| 25 de febrero de 1998 | Wolverhampton Wanderers       | 2:1     | Wimbledon   | Molineux Stadium, Wolverhampton |                                 |
|                       | - Robinson 63' - Freedman 85' | Reporte | - 48' Jones | Asistencia: 25.112 espectadores | Asistencia: 25.112 espectadores |

| 25 de febrero de 1998 | Crystal Palace | 1:2     | Arsenal                    | Selhurst Park, Londres          |                                 |
|                       | - Dyer 35'     | Reporte | - 2' Anelka - 28' Bergkamp | Asistencia: 15.674 espectadores | Asistencia: 15.674 espectadores |

## Cuartos de final
| 7 de marzo de 1998 | Coventry City | 1:1     | Sheffield United | Highfield Road, Coventry        |                                 |
|                    | - Dublin 11'  | Reporte | - 11' Marcelo    | Asistencia: 23.084 espectadores | Asistencia: 23.084 espectadores |

| 7 de marzo de 1998 | Leeds United | 0:1     | Wolverhampton Wanderers | Elland Road, Leeds              |                                 |
|                    |              | Reporte | - 82' Goodman           | Asistencia: 39.902 espectadores | Asistencia: 39.902 espectadores |

| 8 de marzo de 1998 | Arsenal               | 1:1     | West Ham United | Highbury Stadium, Londres       |                                 |
|                    | - Dennis Bergkamp 26' | Reporte | - 12' Pearce    | Asistencia: 38.077 espectadores | Asistencia: 38.077 espectadores |

| 8 de marzo de 1998 | Newcastle United                       | 3:1     | Barnsley      | St James' Park, Newcastle       |                                 |
|                    | - Ketsbaia 16' - Speed 27' - Batty 90' | Reporte | - 57' Liddell | Asistencia: 36.695 espectadores | Asistencia: 36.695 espectadores |

### Replays
| 17 de marzo de 1998 | Sheffield United | 1:1 (3:1 p.) | Coventry City | Bramall Lane, Sheffield         |                                 |
|                     | - Holdsworth 89' | Reporte      | - 10' Telfer  | Asistencia: 29,034 espectadores | Asistencia: 29,034 espectadores |

| 17 de marzo de 1998 | West Ham United | 1:1 (4:3 p.) | Arsenal      | Upton Park, Londres             |                                 |
|                     | - Hartson 84'   | Reporte      | - 45' Anelka | Asistencia: 25.859 espectadores | Asistencia: 25.859 espectadores |

## Semifinales
| 5 de abril de 1998 | Arsenal    | 1:0     | Wolverhampton Wanderers | Villa Park, Birmingham          |                                 |
|                    | - Wreh 12' | Reporte |                         | Asistencia: 39.972 espectadores | Asistencia: 39.972 espectadores |

| 5 de abril de 1998 | Newcastle United | 1:0     | Sheffield United | Old Trafford, Mánchester        |                                 |
|                    | - Shearer 60'    | Reporte |                  | Asistencia: 53.452 espectadores | Asistencia: 53.452 espectadores |

### Final
Arsenal ganó por 2-0 al Newcastle en la final, y completó su segundo doblete de Liga y Copa desde 1971.
| 1     | POR   | David Seaman     |     |
| 2     | DEF   | Lee Dixon        |     |
| 14    | DEF   | Martin Keown     |     |
| 6     | DEF   | Tony Adams       |     |
| 3     | DEF   | Nigel Winterburn |     |
| 15    | MED   | Ray Parlour      |     |
| 4     | MED   | Patrick Vieira   |     |
| 17    | MED   | Emmanuel Petit   |     |
| 11    | MED   | Marc Overmars    |     |
| 9     | DEL   | Nicolas Anelka   |     |
| 12    | DEL   | Christopher Wreh | 62' |
| D. T. | D. T. | Arsène Wenger    |     |

| 1     | POR   | Shay Given         |     |
| 23    | DEF   | Alessandro Pistone |     |
| 34    | DEF   | Nikos Dabizas      |     |
| 6     | DEF   | Steve Howey        |     |
| 12    | DEF   | Stuart Pearce      | 73' |
| 2     | MED   | Warren Barton      | 76' |
| 7     | MED   | Rob Lee            |     |
| 4     | MED   | David Batty        |     |
| 11    | MED   | Gary Speed         |     |
| 14    | DEL   | Temuri Ketsbaia    | 86' |
| 9     | DEL   | Alan Shearer       |     |
| D. T. | D. T. | Kenny Dalglish     |     |

| 7 | MED | David Platt | 62' |

| 40 | DEL | Andreas Andersson | 73' |
| 19 | DEF | Steve Watson      | 76' |
| 10 | MED | John Barnes       | 86' |

| 23' · 69' | Marc Overmars Nicolas Anelka | 1:0 2:0 |

| 51' | Nigel Winterburn |

| 45' · 48' · 53' · 70' | Alan Shearer Warren Barton Nikos Dabizas Steve Howey |

| Principal | Paul Durkin |

|                    |     |     |
| Tiros              | 13  | 10  |
| Tiros a puerta     | 3   | 1   |
| Faltas             | 18  | 14  |
| Saques de esquina  | 4   | 2   |
| Fueras de juego    | 5   | 3   |
| Posesión del balón | 48% | 52% |

| Alineación inicial |

| 1     | POR   | David Seaman     |     |
| 2     | DEF   | Lee Dixon        |     |
| 14    | DEF   | Martin Keown     |     |
| 6     | DEF   | Tony Adams       |     |
| 3     | DEF   | Nigel Winterburn |     |
| 15    | MED   | Ray Parlour      |     |
| 4     | MED   | Patrick Vieira   |     |
| 17    | MED   | Emmanuel Petit   |     |
| 11    | MED   | Marc Overmars    |     |
| 9     | DEL   | Nicolas Anelka   |     |
| 12    | DEL   | Christopher Wreh | 62' |
| D. T. | D. T. | Arsène Wenger    |     |

| 1     | POR   | Shay Given         |     |
| 23    | DEF   | Alessandro Pistone |     |
| 34    | DEF   | Nikos Dabizas      |     |
| 6     | DEF   | Steve Howey        |     |
| 12    | DEF   | Stuart Pearce      | 73' |
| 2     | MED   | Warren Barton      | 76' |
| 7     | MED   | Rob Lee            |     |
| 4     | MED   | David Batty        |     |
| 11    | MED   | Gary Speed         |     |
| 14    | DEL   | Temuri Ketsbaia    | 86' |
| 9     | DEL   | Alan Shearer       |     |
| D. T. | D. T. | Kenny Dalglish     |     |

| 7 | MED | David Platt | 62' |

| 40 | DEL | Andreas Andersson | 73' |
| 19 | DEF | Steve Watson      | 76' |
| 10 | MED | John Barnes       | 86' |

| 23' · 69' | Marc Overmars Nicolas Anelka | 1:0 2:0 |

| 51' | Nigel Winterburn |

| 45' · 48' · 53' · 70' | Alan Shearer Warren Barton Nikos Dabizas Steve Howey |

| Principal | Paul Durkin |

|                    |     |     |
| Tiros              | 13  | 10  |
| Tiros a puerta     | 3   | 1   |
| Faltas             | 18  | 14  |
| Saques de esquina  | 4   | 2   |
| Fueras de juego    | 5   | 3   |
| Posesión del balón | 48% | 52% |

| Alineación inicial |

| 1     | POR   | David Seaman     |     |
| 2     | DEF   | Lee Dixon        |     |
| 14    | DEF   | Martin Keown     |     |
| 6     | DEF   | Tony Adams       |     |
| 3     | DEF   | Nigel Winterburn |     |
| 15    | MED   | Ray Parlour      |     |
| 4     | MED   | Patrick Vieira   |     |
| 17    | MED   | Emmanuel Petit   |     |
| 11    | MED   | Marc Overmars    |     |
| 9     | DEL   | Nicolas Anelka   |     |
| 12    | DEL   | Christopher Wreh | 62' |
| D. T. | D. T. | Arsène Wenger    |     |

| 1     | POR   | Shay Given         |     |
| 23    | DEF   | Alessandro Pistone |     |
| 34    | DEF   | Nikos Dabizas      |     |
| 6     | DEF   | Steve Howey        |     |
| 12    | DEF   | Stuart Pearce      | 73' |
| 2     | MED   | Warren Barton      | 76' |
| 7     | MED   | Rob Lee            |     |
| 4     | MED   | David Batty        |     |
| 11    | MED   | Gary Speed         |     |
| 14    | DEL   | Temuri Ketsbaia    | 86' |
| 9     | DEL   | Alan Shearer       |     |
| D. T. | D. T. | Kenny Dalglish     |     |

| 7 | MED | David Platt | 62' |

| 40 | DEL | Andreas Andersson | 73' |
| 19 | DEF | Steve Watson      | 76' |
| 10 | MED | John Barnes       | 86' |

| 23' · 69' | Marc Overmars Nicolas Anelka | 1:0 2:0 |

| 51' | Nigel Winterburn |

| 45' · 48' · 53' · 70' | Alan Shearer Warren Barton Nikos Dabizas Steve Howey |

| Principal | Paul Durkin |

|                    |     |     |
| Tiros              | 13  | 10  |
| Tiros a puerta     | 3   | 1   |
| Faltas             | 18  | 14  |
| Saques de esquina  | 4   | 2   |
| Fueras de juego    | 5   | 3   |
| Posesión del balón | 48% | 52% |

| Alineación inicial |

| 1     | POR   | David Seaman     |     |
| 2     | DEF   | Lee Dixon        |     |
| 14    | DEF   | Martin Keown     |     |
| 6     | DEF   | Tony Adams       |     |
| 3     | DEF   | Nigel Winterburn |     |
| 15    | MED   | Ray Parlour      |     |
| 4     | MED   | Patrick Vieira   |     |
| 17    | MED   | Emmanuel Petit   |     |
| 11    | MED   | Marc Overmars    |     |
| 9     | DEL   | Nicolas Anelka   |     |
| 12    | DEL   | Christopher Wreh | 62' |
| D. T. | D. T. | Arsène Wenger    |     |

| 1     | POR   | Shay Given         |     |
| 23    | DEF   | Alessandro Pistone |     |
| 34    | DEF   | Nikos Dabizas      |     |
| 6     | DEF   | Steve Howey        |     |
| 12    | DEF   | Stuart Pearce      | 73' |
| 2     | MED   | Warren Barton      | 76' |
| 7     | MED   | Rob Lee            |     |
| 4     | MED   | David Batty        |     |
| 11    | MED   | Gary Speed         |     |
| 14    | DEL   | Temuri Ketsbaia    | 86' |
| 9     | DEL   | Alan Shearer       |     |
| D. T. | D. T. | Kenny Dalglish     |     |

| 7 | MED | David Platt | 62' |

| 40 | DEL | Andreas Andersson | 73' |
| 19 | DEF | Steve Watson      | 76' |
| 10 | MED | John Barnes       | 86' |

| 23' · 69' | Marc Overmars Nicolas Anelka | 1:0 2:0 |

| 51' | Nigel Winterburn |

| 45' · 48' · 53' · 70' | Alan Shearer Warren Barton Nikos Dabizas Steve Howey |

| Principal | Paul Durkin |

|                    |     |     |
| Tiros              | 13  | 10  |
| Tiros a puerta     | 3   | 1   |
| Faltas             | 18  | 14  |
| Saques de esquina  | 4   | 2   |
| Fueras de juego    | 5   | 3   |
| Posesión del balón | 48% | 52% |

| Alineación inicial |

|                       |
| Campeón               |
| Bandera de Inglaterra |
| Arsenal               |
| 7.º título            |